# بنيامين ساسون
بنيامين ساسون (بالعبرية: בנימין ששון‏) ولد باسم صالح سيلاس (من مواليد 1903 – مايو 1989) كان سياسيًا إسرائيليًا شغل منصب عضو في الكنيست بين عامي 1951 و1955.

## السيرة الشخصية
ولد في بغداد خلال الحقبة العثمانية، وهاجر لفلسطين الانتدابية في عام 1937. لقد أصبح أحد قادة اليهود السفارديم في فلسطين، وشغل منصب نائب رئيس لجنة يهود السفارديم، وكان عضوًا في مجلس إدارة الاتحاد العالمي للجاليات السفاردية، كما كان رئيسًا للجالية العراقية في تل أبيب. كان أيضًا من بين مؤسسي الروتاري الإسرائيلي، وكان رئيسًا لفرع تل أبيب بين عامي 1945 و1946.
وكقاضٍ في البلدية، انتخب للكنيست في الانتخابات التشريعية الإسرائيلية عام 1951 على قائمة السفارديم والطوائف الشرقية. وبعد ستة أسابيع من الانتخابات اندمج الحزب مع الصهاينة العامين. خسر ساسون مقعده في انتخابات عام 1955. توفي عام 1989.

## روابط خارجية
- بنيامين ساسون على الموقع الإلكتروني للكنيست